# Sénoville
Sénoville és un municipi francès situat al departament de la Manche i a la regió de Normandia. L'any 2007 tenia 201 habitants.

## Demografia

### Població
El 2007 la població de fet de Sénoville era de 201 persones. Hi havia 68 famílies de les quals 8 eren unipersonals (4 homes vivint sols i 4 dones vivint soles), 20 parelles sense fills, 36 parelles amb fills i 4 famílies monoparentals amb fills.
La població ha evolucionat segons el següent gràfic:
Habitants censats

### Habitatges
El 2007 hi havia 101 habitatges, 72 eren l'habitatge principal de la família, 22 eren segones residències i 7 estaven desocupats. 98 eren cases i 1 era un apartament. Dels 72 habitatges principals, 63 estaven ocupats pels seus propietaris, 7 estaven llogats i ocupats pels llogaters i 2 estaven cedits a títol gratuït; 1 tenia dues cambres, 8 en tenien tres, 21 en tenien quatre i 41 en tenien cinc o més. 64 habitatges disposaven pel capbaix d'una plaça de pàrquing. A 22 habitatges hi havia un automòbil i a 43 n'hi havia dos o més.

### Piràmide de població
La piràmide de població per edats i sexe el 2009 era:
| Homes | Edats   | Dones |
| ----- | ------- | ----- |
| 0     | 95 o +  | 0     |
| 0     | 90 a 94 | 0     |
| 4     | 85 a 89 | 0     |
| 0     | 80 a 84 | 0     |
| 0     | 75 a 79 | 12    |
| 4     | 70 a 74 | 12    |
| 8     | 65 a 69 | 0     |
| 8     | 60 a 64 | 8     |
| 0     | 55 a 59 | 4     |
| 12    | 50 a 54 | 4     |
| 4     | 45 a 49 | 4     |
| 0     | 40 a 44 | 0     |
| 12    | 35 a 39 | 12    |
| 12    | 30 a 34 | 8     |
| 4     | 25 a 29 | 0     |
| 4     | 20 a 24 | 4     |
| 0     | 15 a 19 | 4     |
| 4     | 10 a 14 | 8     |
| 8     | 5 a 9   | 8     |
| 4     | 0 a 4   | 4     |

## Economia
El 2007 la població en edat de treballar era de 122 persones, 84 eren actives i 38 eren inactives. De les 84 persones actives 78 estaven ocupades (44 homes i 34 dones) i 6 estaven aturades (1 home i 5 dones). De les 38 persones inactives 10 estaven jubilades, 15 estaven estudiant i 13 estaven classificades com a «altres inactius».

### Ingressos
El 2009 a Sénoville hi havia 72 unitats fiscals que integraven 201 persones, la mediana anual d'ingressos fiscals per persona era de 14.327 €.

### Activitats econòmiques
Dels 10 establiments que hi havia el 2007, 1 era d'una empresa de fabricació d'altres productes industrials, 4 d'empreses de construcció, 4 d'empreses de comerç i reparació d'automòbils i 1 d'una empresa immobiliària.
Dels 3 establiments de servei als particulars que hi havia el 2009, 1 era un paleta, 1 fusteria i 1 agència immobiliària.
L'any 2000 a Sénoville hi havia 15 explotacions agrícoles que ocupaven un total de 372 hectàrees.

## Poblacions més properes
El següent diagrama mostra les poblacions més properes.